# Lago di Quaira
Il lago di Quaira (Arzkarsee in tedesco) è un lago artificiale che si trova a 2250 m.s.l.m. nel comune di Ultimo in Alto Adige.

## La centrale idroelettrica
La diga fu costruita tra il 1962 e il 1968 e il lago che ne risultò ha una superficie di circa 35 ettari, è profondo circa 80 metri e ha un volume di 12.800.000 m3.
La centrale idroelettrica collegata al lago sfrutta un salto di 377 m e dispone di una turbina Francis per una potenza massima di 42 MW e una produzione annua di 13 GWh.

A valle della centrale l'acqua viene incanalata in un'altra condotta per essere riutilizzata nella centrale di Santa Valburga insieme a quella proveniente dal Lago di Fontana Bianca.